# لوك أمبلر
لوك أمبلر (بالإنجليزية: Luke Ambler)‏ هو لاعب دوري الرغبي بريطاني، ولد في 18 ديسمبر 1989 في هاليفاكس في المملكة المتحدة.